# Zakir Hussain (hokeista na trawie)
Zakir Hussain (urdu ‏ذاکِر حسین‎, ur. 1 stycznia 1934 w Lahaurze, zm. 19 sierpnia 2019 w Wah Cantonment) – pakistański hokeista na trawie. Dwukrotny medalista olimpijski.
Brał udział w dwóch igrzyskach na dwóch igrzyskach na przestrzeni dwunastu lat (IO 56, IO 68), na obu zdobywając medale: srebro w 1956 i złoto w 1968. W reprezentacji Pakistanu w latach 1954-1968 rozegrał 84 spotkania. Występował w bramce.